# Marc Petit (sculpteur)
Pour les articles homonymes, voir Marc Petit et Petit.
Marc Petit est un sculpteur et dessinateur français né le 27 juin 1961 à Saint-Céré (Lot).

## Biographie
C’est à Cahors, où il passe son enfance, que Marc Petit réalise ses premières sculptures dès l’âge de 14 ans. Il y côtoie deux sculpteurs, anciens élèves des Beaux-Arts de Paris, qui corrigent régulièrement son travail. René Fournier lui apprend les bases du modelage et lui transmet l’enseignement de Marcel Gimond ; Jean Serge Lorquin (es) (1924-1999), premier grand prix de Rome en 1949, lui apporte sa vision, ses connaissances mais aussi une vraie réflexion sur la sculpture.
Marc Petit est installé depuis les années 1980 à Bosmie-l'Aiguille, en Haute-Vienne.
Le 6 avril 1944, la division Brehmer est déployée dans la région afin de capturer Juifs et Résistants. Plus de 50 personnes furent arrêtées, quarante juifs et plusieurs résistants seront parqués dans la salle des fêtes. Ils seront répertoriés, classés, interrogés. Les résistants seront torturés. Puis tous seront déportés Buchenwald, Bergen-Belsen ou au camp D’Auschwitz.
Cette stèle est une stèle d'espoir contre l'oubli des victimes de la Shoah.
L’œuvre est une réalisation de l'artiste sculpteur Marc Petit, une fontaine à la mémoire des déportés de Châteauneuf-la-Forêt.
Elle a été inaugurée le 25 juin 2006, place du colisée,,. Marc Petit, Pierre Digan et Jean-Joseph Sanfourche ont réalisés les stèles de la mémoire en Haute-Vienne.
En 2016, il arrive en tête du classement des sculpteurs préférés d'un panel de 1000 galeristes, collectionneurs et artistes, présenté par le magazine Miroir de l'art,.
Le 18 mai 2025, La Ville de Limoges a acquis une sculpture de Marc Petit l’une de ses œuvres majeures, Le Printemps. Installée devant le Musée des Beaux-Arts de Limoges, au Jardin de l'Évêché de Limoges accolé à la cathédrale Saint-Étienne de Limoges elle a été dévoilée en présence de l’artiste.

## Œuvre
Citation
« L’ontologie que nous propose Marc Petit est celle de la vie elle-même, de toute vie, aussi anonyme soit-elle : en modelant, il nous rend visite de multiples façons ; il renvoie le spectateur à une infinité de possibilités, toujours à l’horizon de ce que nous aurions pu être et que nous sommes quand même en assumant nos manquements, nos errements, nos échecs mais aussi nos réussites. Son œuvre n’est ni triste ni violente : elle dit la vie avec cette indéfinissable nostalgie que seuls les Portugais savent exprimer d’un mot intraduisible, cette saudade qui évoque tout à la fois la tristesse, la nostalgie, le regret et la mélancolie : l’écartèlement douloureux de nous-mêmes avec nous-mêmes. » — Bernard-Marie Dupont

### Expositions
À 24 ans, Marc Petit présente sa première exposition personnelle à Villeneuve-sur-Lot. En 1989, il est lauréat de la fondation de France puis, en 1993, de la fondation Charles Oulmont. La même année est organisée une exposition de ses œuvres au Centre national et musée Jean Jaurès de Castres. Depuis son travail est régulièrement présenté en Europe dans des foires d’art et en galerie. 
En 2005, près de 150 de ses œuvres sont exposées au lazaret Ollandini à Ajaccio.
En 2006, la ville de Cahors et le conseil général du Lot lui consacrent une double exposition, au musée Henri Martin de Cahors et au musée Rignault de Saint-Cirq-Lapopie.
Le 18 octobre 2008 s'est ouvert à Ajaccio le musée Marc Petit au lazaret Ollandini.
Durant l'été 2011, le centre d'art contemporain de l'abbaye d'Auberive présente une importante rétrospective. Depuis 2011, la galerie Artset à Limoges propose une exposition permanente de sculptures et de dessins de Marc Petit. En 2012, c'est au tour du Clos des Cimaises, à Saint-Georges-du-Bois, en Charente-Maritime, de proposer un espace d'exposition permanente consacré aux œuvres de Marc Petit.
Au début de 2013, le Musée Henri Martin de Cahors présente une exposition de ses œuvres.
Une grande exposition consacrée à son œuvre est organisée pendant l'été 2016 dans les jardins de l'Évêché à Limoges.
Dans le cadre du festival Cahors Juin Jardins, plusieurs pièces sont exposées en 2020.

### Œuvres dans l’espace public
- Méditation, centre d'art contemporain de l'abbaye d'Auberive, (Haute-Marne)
- Hommage à Marcelle Delpastre, jardin Marcelle Delpastre, Aixe-sur-Vienne (Haute-Vienne)
- Fontaine à la mémoire des déportés de Châteauneuf-la-Forêt (Haute-Vienne)
- Hommage aux mineurs, maison de l’industrie, Decazeville (Aveyron)
- L'Ange du Lazaret, face au Tympan nord de la Cathédrale, Cahors (Lot)